# Karl August von Dönhoff
Le comte Karl August von Dönhoff, né le 26 janvier 1845 à Francfort et mort le 9 septembre 1920 au château de Friedrichstein, près de Königsberg en Prusse-Orientale, est un aristocrate allemand, membre héréditaire de la chambre des seigneurs de Prusse, et ancien diplomate.

## Biographie
August von Dönhoff descend de la branche prussienne des Dönhoff, venus de Livonie. Son père, le comte Hermann von Dönhoff (1797-1874), est diplomate et ancien ministre des Affaires étrangères de Prusse. Sa mère est née comtesse Pauline von Lehndorff. Il fait ses études auprès de précepteurs au château de Friedrichstein, puis au gymnasium à Königsberg. Il s'inscrit ensuite en droit à l'université de Bonn, où il est membre du Corps Borussia Bonn. 
Il prend part à l'âge de 21 ans à la guerre de 1866 en tant que major. Il est stagiaire (appelé référendaire en Allemagne) entre 1868 et 1870 à la cour d'appel de Berlin, puis sert encore sous les drapeaux pendant la guerre franco-prussienne. Il entre ensuite, comme son père, dans la carrière diplomatique et devient d'abord conseiller de légation à l'ambassade du Reich à Paris, puis gravit les échelons à Vienne, Londres, Saint-Pétersbourg et Washington, mais il s'implique peu dans sa carrière, prenant de longs congés (ainsi pour visiter le Caucase), ou partant pour aller résoudre en 1879 une crise due à une prise d'otages de femmes de fermiers blancs massacrés par les Indiens Utah. Il succède à son père en 1874 à la chambre des seigneurs de Prusse et siège au Reichstag de 1881 à 1903 dans les rangs du parti conservateur allemand. Il défend les principes moraux et religieux et les intérêts des grands propriétaires terriens de Prusse-Orientale.
Son épouse, née Marie von Lepel (1869-1940), qui a vingt-quatre ans de moins que lui, est dame d'honneur de l'impératrice Augusta-Victoria qui est reçue au château de Friedrichstein. Il reçoit aussi le général Hindenburg en 1916. Un peu plus tard en 1917, le comte von Dönhoff fait partie des membres fondateurs du parti de la patrie allemande  qui est fondé en réaction à la résolution de paix menée par le Reichstag à la fin de la guerre et dont Hindenburg ou l'amiral von Tirpitz sont de hautes figures, préférant une résolution de paix qui ménage la monarchie et soit menée par des militaires plutôt que par des parlementaires.
Le comte von Dönhoff était passionné d'antiquité et notamment de tapisseries. Il meurt dans son château à l'âge de soixante-quinze ans.

## Famille
De son mariage en 1896 avec Marie von Lepel (de) sont issus :
- Wilhelm (1897 mort-né)
- Christa (1898-1924), épouse en 1922 le baron Bruno von Dellingshausen
- Heinrich Botho Eugen (1899-1942), mort sur le front de l'est, épouse en 1938 la comtesse Dorothea von Hatzfeldt-Wildenburg
- Yvonne Franziska Ilda (1901-1991), épouse en 1919 Alexandre von Kuenheim
- Dietrich Wilfried Georg Karl (1902-1991), épouse en 1933 sa cousine la comtesse Karin (Sissi) von Lehndorff
- Christoph August Bernhard (1906-1992), épouse en 1931 Vera Burkart
- Maria Elisabeth Helene Freda (1908-1965), (mongolienne)
- Marion Hedda Ilse (1909-2002), journaliste et directrice de l'hebdomadaire Die Zeit